# Белашки (Черкасская область)
Бела́шки (укр. Білашки) — село в Тальновском районе Черкасской области Украины.
Население по переписи 2001 года составляло 800 человек. Занимает площадь 3,137 км². Почтовый индекс — 20433. Телефонный код — 4731.

## Местный совет
20433, Черкасская обл., Тальновский р-н, с. Белашки, ул. Октябрьская

## История
В XIX веке село Белашки было в составе Мошуровской волости Уманского уезда Киевской губернии. В селе была Богословская церковь.

## Персоналии
В селе родился Герой Советского Союза Пётр Фомич Юрченко